# Königin der Barbaren
Königin der Barbaren (Originaltitel: La regina dei tartari) ist ein italienisch-französischer Spielfilm in Farbe von Sergio Grieco. Das Drehbuch wurde von dem Autorenteam Pierre Cholot und Bruno Guillaume verfasst. Die Hauptrollen sind mit Chelo Alonso, Folco Lulli und Jacques Sernas besetzt. Das Werk erlebte seine Uraufführung am 5. Oktober 1960 in Italien. In der Bundesrepublik Deutschland kam der Film erstmals am 7. Dezember 1961 ins Kino. 

## Handlung
Die junge Tatarin Tanja ist die einzige, die eine grausame Verfolgung überlebt hat und nur durch einen Gnadenakt Igors vom verfeindeten Stamm der Balas am Leben bleiben durfte. Seither wird sie in Igors Lager im kämpferischen Sinne seines Stammes erzogen. Bei einem Überfall trifft Igor mit seinen Mannen bei den Resten eines zerstörten Dorfes auf die Horden der „Schwarzen Tataren“. Weil sich die beiden Parteien nicht über die gerechte Verteilung der Beute einigen können, fordert Häuptling Malok Timur zu einem Duell heraus. Dabei unterliegt Timur, aber sein Gegner schenkt ihm großzügig das Leben. Bei der Siegesfeier ist Malok von Tanjas Schönheit so fasziniert, dass er sie heftig begehrt. Sie aber weist ihn zurück, lässt sich aber zugleich von seinem kraftstrotzenden Charme beeindrucken.
Igors jüngerer Bruder Chagatai wird in die Reihen der Waffenfähigen aufgenommen. Dies beflügelt ihn, die sagenhafte Stadt Kwarizim erobern zu wollen. Gemeinsam mit Timur und einigen tapferen Kriegern macht er sich auf den Weg. Das Unternehmen ist jedoch zum Scheitern verurteilt. Nur mit wenigen Leuten kehrt Timur zu seinem Stamm zurück. Jetzt ist Igor entschlossen, all seine Krieger aufzubieten, um die Stadt zu stürmen; aber der Plan misslingt erneut. Igor stirbt in der Schlacht.
Nun hat beim Stamm der Balas Kathierma das Sagen. Er und seine Bogenschützen wählen Tanja zu ihrer Königin. Darüber zeigt sich Malok höchst erfreut, weil er glaubt, unter der schwachen Führung einer Frau hätten die Balas keine Chance, sich den „Schwarzen Tataren“ widersetzen zu können. Siegesgewiss greift er die Balas an. Zwar gelingt es ihm, Timur gefangen zu nehmen, aber Tanja ist schlau genug, die Gegner in eine Falle zu locken und so das Blatt zu wenden. Schwer verwundet ergreift Malok die Flucht. Als ihn Tanja eingeholt hat, erbittet er den Tod durch ihre Hand. Sie aber gesteht ihm ihre Liebe.
Durch die vielen Kämpfe sind bei den Balas die Lebensmittel knapp geworden. Sie sehen nur noch einen Ausweg: die Festung Kwarizim einzunehmen. Mit Tanja an ihrer Spitze stürmen sie los. Sie sind jedoch zu wenig, um gegen die feindliche Übermacht siegen zu können. Da kommt ihnen Malok mit seinen „Schwarzen Tataren“ zu Hilfe, und im Bündnis mit denen gelingt ihnen schließlich der Sieg.
Tanja ist vom vielen Kämpfen müde geworden. Sie wird Maloks Frau und will fortan nur noch für ihn da sein.

## Kritik
Das Lexikon des internationalen Films bemerkt lapidar, der Streifen sei „nach Art italienischer Kolossalfilme unnötig grausamkeitsfreudig.“

## Quelle
- Programm zum Film: Illustrierte Film-Bühne, Vereinigte Verlagsgesellschaften Franke & Co., München, Nr. 5771